# Oxfordská skupina
Jako Oxfordská skupina či Oxfordští vegetariáni je označována skupina intelektuálů, spojených s Oxfordskou univerzitou, kteří se scházeli (byť nijak organizovaně) ke konci 60. a během 70. let a položili teoretické základy práv zvířat a zvířecí etiky a pomohli tak spustit hnutí za práva/osvobození/ochranu zvířat (různé názvy souvisí s různými přístupy k etice). Lidé s podobným smýšlením sice existovali již dříve a na Oxfordské univerzitě vystupovali zejména proti experimentům na zvířatech, ale až v tomto období došlo k revitalizaci a radikalizaci hnutí, která měla trvalé následky.

## Práce Oxfordské skupiny
Roku 1964 vyšla kniha Ruth Harrisonové Animal Machines (Zvířecí stroje), kritizující velkochovy a následujícího roku vyšel první článek o právech zvířat, The Rights of Animals, jehož autorkou byla spisovatelka Brigid Brophy. Když poté roku 1969 začal psát psycholog Richard Ryder články o experimentaci na zvířatech do novin, byl kontaktován Brigid Brophy, která mu dala kontakt do tři postgraduální studenty filosofie z Oxfordu – manžele Godlovitchovi (Roslind a Stanleyho) a Johna Harrise, kteří psali eseje o právech zvířat a spojovali se s dalšími zájemci o tuto problematiku.
Jako kolektiv vydala skupina pouze jednu publikaci: Animals, Men and Morals (Zvířata, lidé a mravnost), a to roku 1971, jejímiž editory byla právě výše zmíněná trojice. V knize je také článek Richarda Rydera, autora termínu speciesismus, o experimentování na zvířatech. Nejznámějším a nejvlivnějším členem Oxfordské skupiny byl ale filosof Peter Singer se svou knihou Osvobození zvířat z roku 1975. Nebýt setkání s členy Oxfordské skupiny, Singer by se o problematiku zacházení se zvířaty nezajímal. Když totiž jednou šel Singer v zimě roku 1970 (po přednášce na téma morální zodpovědnosti) na oběd s dalším studentem filosofie, Richardem Keshenem, Keshen se zeptal, zda špagetová omáčka obsahuje maso – a když zjistil, že ano, vybral si místo ní salát. Singer se jej zeptal na jeho stravovací preference a Keshen mu prezentoval argumenty, shromážděné Godlovitchovými.
Oxfordská skupina ze začátku sestávala převážně z postgraduálních studentů filosofie: manželů Godlovitchových, Johna Harrise, Davida Wooda a Michaela Peterse, studenta sociologie (poslední tři zmínění sdíleli byt). Tito členové měli největší vliv a byli inspirací pro další zájemce o morální filosofii, která přesahovala hranice lidského druhu. Počáteční inspirací byla práce Brigid Brophy, se kterou spolupracovali na knize Zvířata, lidé a mravnost. Skupina pomohla zformulovat argumenty proti morálním předpokladům, které podporovaly využívání mimolidských zvířat. Současně se zabývali aktivismem a šířili letáky na protest proti testování na zvířatech a proti lovu. Roku 1977 pomohli dva z členů, Richard Ryder a teolog Andrew Linzey, zorganizovat první akademickou konferenci o právech zvířat. Na konferenci vznikla deklarace, žádající práva pro zvířata a ukončení speciesismu, kterou podepsalo 150 zúčastněných.
Do Oxfordské skupiny je řazen i americký filosof Tom Regan, který navštívil Oxford roku 1973 a setkal se zde se Singerem. Regan je autorem deontologického argumentu pro práva zvířat. Mezi další členy patří dekonstrukcionistický filozof David Wood, filozof mysli Collin McGinn, velmi vlivná filozofka Mary Midgley nebo spisovatel a vydavatel Jon Wynne-Tyson. Oxfordský filosof Stephen Clark nebyl ve spojení s ostatními členy skupiny vůbec.